# Phyprosopus parthenope
Phyprosopus parthenope là một loài bướm đêm trong họ Erebidae.